# Red Bull Bragantino (femenino)
El Red Bull Bragantino es un club de fútbol femenino de São Paulo, Brasil. El equipo fue anunciado en julio de 2020.
Desde la temporada 2022, disputa el Campeonato Brasileño de Fútbol Femenino, primera división del país, al ganar el ascenso en su temporada debut en la Serie A2 2021 al coronarse campeón. A nivel estatal, disputa el Campeonato Paulista.

## Entrenadores(as)
- Camilla Orlando (marzo de 2020–noviembre de 2021)[6][7]
- Humberto Simão (interino- noviembre de 2021–diciembre de 2021)[7]
- Rosana Augusto (diciembre de 2021–presente)[1]

## Palmarés
| Competición nacional                  | Títulos    | Subcampeonatos |
| ------------------------------------- | ---------- | -------------- |
| Campeonato Brasileño - Serie A2 (2/0) | 2021, 2023 |                |